# Die Damen
DIE DAMEN (DIE DAMEN en majuscules) est un collectif féministe et subversif d'artistes basé à Vienne, actif de 1987 à 2013.

## Histoire
ONA B., Evelyne Egerer, Birgit Jürgenssen et Ingeborg Strobl fondent le groupe d'artistes DIE DAMEN en 1987. Elles réalisent ensemble des performances dans l'espace public. Elles  travaillent de façon collective la photographie, la vidéo et des objets graphiques tels que invitations, cartes postales, timbres et éditions. Leurs actions porte un regard féministe sur le monde de l'art, la politique et la société.
Le 8 janvier 1988, les quatre artistes organisent leur première action commune au restaurant de la gare de l'Ouest de Vienne sous le titre Aus gegebenem Anlass (Pour une occasion donnée). Elle distribuent des cartes postales sur lesquelles elles se présentent comme les quatre nouveaux membres du premier chœur d'hommes de Vienne, d'après une photo de Christian Skrein de 1968. Celui-ci avait photographié l'avant-garde de la scène artistique viennoise. Les personnes photographiées sont  assises dans des fauteuils de réalisateur sous la devise Pas nous. Leur nom est inscrits au-dessus de chaque visage. Tous les artistes masculins dont Christian Ludwig Attersee, Walter Pichler, Oswald Wiener sont identifiés par leur nom de famille. La seule artiste présente sur la photographie est désignée uniquement par son prénom, Ingrid. Il s'agit d'Ingrid Wiener. La photographie de 1968 et la réponse de DIE DAMEN en 1988 sont présentées côte à côte dans l'exposition Blooming Gift de 2015 sous-titrée Sur l'appropriation féministe de l'inconscient autrichien au Museum Moderner Kunst Stiftung Ludwig Vienne.
En 1989, pour la performance Postmodern à la Secession viennoise, elles sont vêtues d'une blouse blanche. Chacune est assise derrière un bureau éclairé par une suspension. La lumière s'allume. Les visiteurs font la queue après avoir payé 100 schillings, pour recevoir un timbre spécial oblitéré. Postmodern joue avec l’image de la femme d’affaires.
En 1990, DIE DAMEN participe en tant que représentante de l'Autriche à la troisième Biennale internationale d'art à Ankara. À leur arrivée à l'aéroport, elles organisent une fausse remise du premier prix turc du sport artistique avec la vraie ministre de l'Éducation, de l'Art et du Sport, Hilde Hawlicek. Elles voyagent en Turquie accompagné du photographe Wolfgang Woessner qui documente leurs actions. Elles se présentent dans des contextes divers vêtues de costumes d'hommes d'affaires ou d'imperméables colorés : arrivée à l'aéroport d'Ankara, visite de la vieille ville et du bazar, visite du mausolée d'Atatürk, devant les stands de kebab, dans les salons de thé, au bar de l'hôtel, dans la baignoire de la chambre d'hôtel. Le titre de la série se nomme Paul Ankara rencontre The Ladies. Elles caricaturent les magazines de mode, d'arts et la publicité pour les compagnies aériennes.
En 1992, Ingeborg Strobl quitte le groupe. Lawrence Weiner de New York le rejoint. Avec la pratique du travestissement, les performances du groupe prend une nouvelle dimension : une critique acerbe des rôles et stéréotypes de genre. La devise et l'intention du collectif est Motto Böse ist besser / To Bitch Is To Be / Cattivo è meglio. Le groupe transgresse les normes sociales.
En 1993, DIE DAMEN participe à la 45e édition de la Biennale de Venise avec des cartes postales distribuées dans toute la ville, une affiche et une action sur la place Saint-Marc. La carte postale et l'affiche montrent trois femmes et un homme vêtues en costumes de marin. L'une cache ses yeux, l'autre bouche ses oreilles, la troisième a les mains sur ses lèvres, le quatrième personnage fait un doigt d'honneur. Le message est diffusé et affiché dans toute la ville. Le groupe se promène dans les Giardini Reali de Venise en tailleurs-pantalons dans un tissu à carreaux brodés de roses. Sur la place Saint-Marc, Lawrence Weiner dessine à la craie les mots DIE DAMEN sur le sol, sur lequel elles jettent des graines pour oiseaux. Les pigeons se précipitent. Elles distribuent également des sacs de nourriture DIE DAMEN. D'un côté du sac, un crâne est représenté de l'autre il s'agit d'une colombe de la paix.
En 2013, elles présentent leur dernière performance de DIE DAMEN à la Galerie nationale d'art contemporain de St. Pölten. Ingeborg Strobl en fait partie. Birgit Jürgenssen, décédée en 2003 est représentée par une chaise vide. Elles invitent le public à une réunion dans un café traditionnel pour la une conférence de presse. Elles présentent la bière extra forte DIE DAMEN. Le sous-bock montre une photo du collectif et au dos un croquis de Lawrence Weiner. Sur le carton d'invitation figure une autre photo du groupe. Les noms inscrits ne correspondent pas aux personnes représentées. Pour DIE DAMEN, l'action collective prime sur les individus.
En 2022, le musée d'art moderne de Salzbourg présente une rétrospective de DIE DAMEN.
Contrairement au groupe IntAkt, DIE DAMEN ne se revendique pas féministe. Mais leur travail est résolument féministe. Les caricatures drôles et joyeuses des rôles féminins sont une critique féministe de la société. D'autre part, DIE DAMEN distribue à un large public des images, des cartes postales, des timbres dont l'objectif est d'impacter la société en delà du monde de l'art. Il s'agit là aussi d'une démarche féministe.

## Expositions
- 1989 : Postmodern, 18 April 1989, Secession, Wien
- 1990 : Participation en tant que représentantes de l'Autriche à la troisième biennale d'art d'Ankara
- 1993 : Participation à la 45e Biennale de Venise
- 2013 : DIE DAMEN, Galerie nationale d'art contemporain de St. Pölten
- 2022 : DIE DAMEN, Museum der Moderne Salzbourg

## Publications
- Die Damen, livre illustré, texte : Chidori Genta, photos : Wolfgang Woessner, Folio Verlag, Vienne/Bozen 1995,  (ISBN 978-3-85256-026-7) .
- Die Damen, catalogue d'exposition, éd. Galerie nationale d'art contemporain, St. Pölten/Krems, Verlag für Moderne Kunst, Nuremberg 2013,  (ISBN 978-3-86984-446-6) . Textes : allemand et anglais (271 pages ; table des matières, DNB ).